# Пярну (област)
Пярну (на естонски: Pärnu maakond, Пярну мааконд) е област в югозападна Естония с площ 4804 кв. км и население 91 667 към 1 януари 2006 г. Административен център е град Пярну. Пярну е най-голямата по площ област в Естония